# Umaid Singh

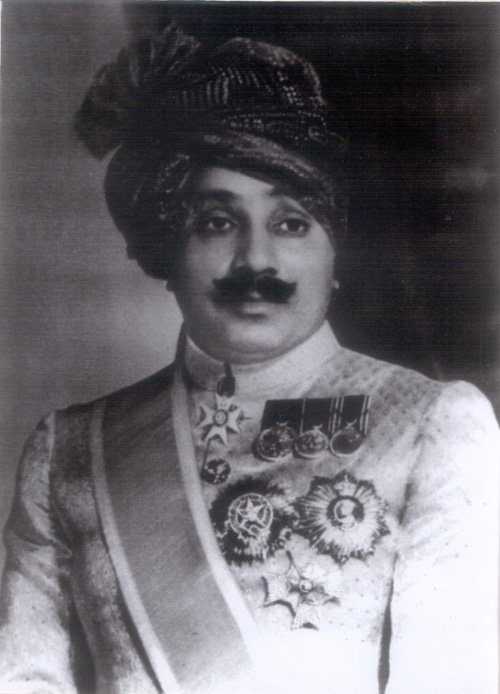
Maharaja Umaid Singh

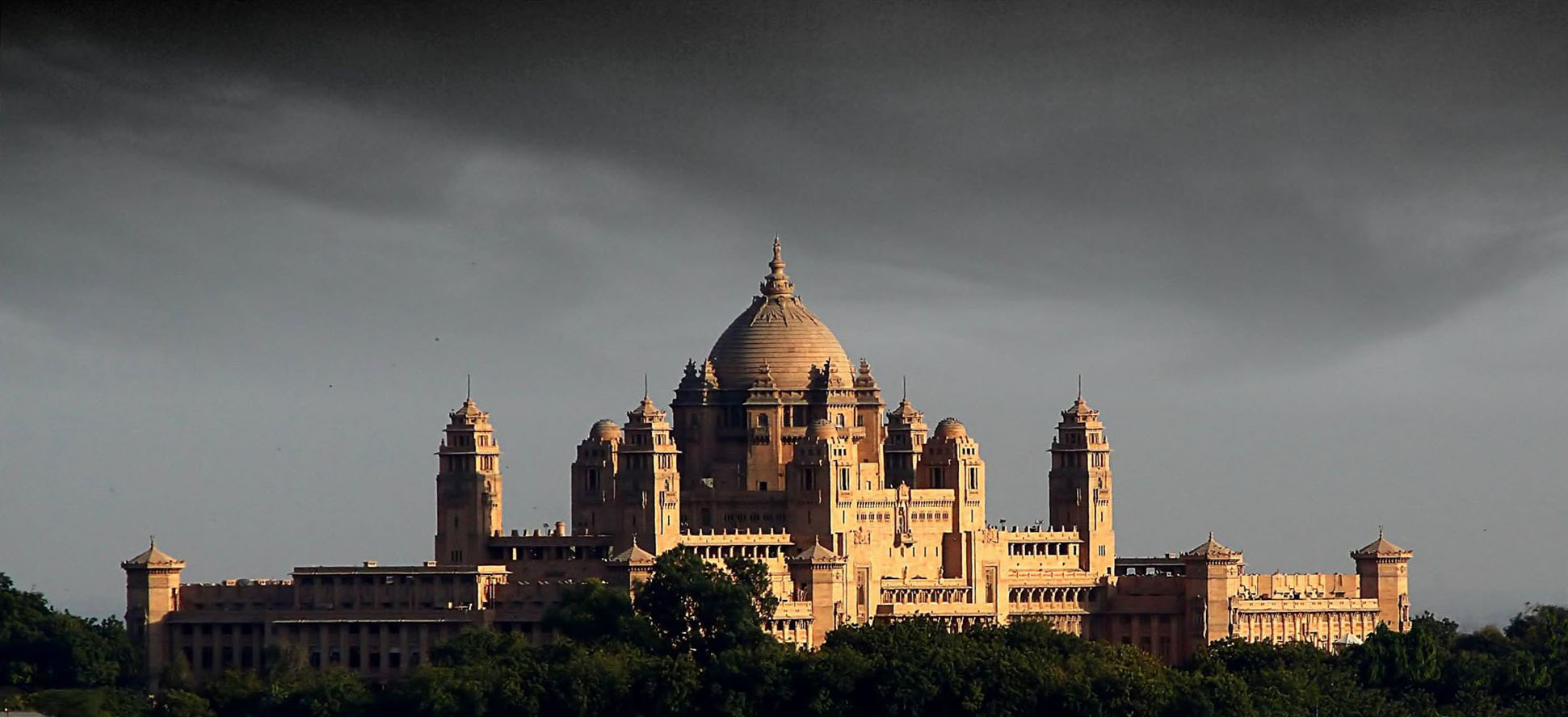
Umaid-Bhavan-Palast

Umaid Singh oder mit vollem Namen Svasti Shri Rajadhiraja Sahib Umaid Singh II. Bahadur (* 8. Juli 1903 in Jodhpur, Rajasthan, Indien; † 9. Juni 1947 in Mount Abu, Rajasthan) war – unter britischer Oberhoheit – seit dem Jahr 1918 Maharaja des im Nordwesten des Subkontinents gelegenen Fürstenstaats Marwar mit der Hauptstadt Jodhpur.

## Geschichte
Umaid war der zweitälteste Sohn von Maharaja Sardar Singh († 1911). Nach dem Tod seines Vaters und seines älteren Bruders Sumair Singh im Jahr 1918 trat er mit Genehmigung der britischen Kolonialmacht die Nachfolge an. Unter europäischem Einfluss erzogen, reformierte er Teile des Staatswesens nach britischem Vorbild.
Umaid Singh war ein großer Anhänger der Fliegerei und gründete im Jahr 1931 den Jodhpur Flying Club.
Umaid Singh hatte mehrere Söhne und Töchter. Er starb im Juni 1947, also nur wenige Monate vor der Unabhängigkeit Indiens, während eines Jagdaufenthaltes in den Bergen von Mount Abu an einem Blinddarmdurchbruch. Sein Sohn Hanwant Singh wurde sein Nachfolger.

## Bauten
Während einer Dürreperiode in den 1920er Jahren beschloss Umaid – angeblich um den Menschen der Region Arbeit und Lohn zu verschaffen – den Bau des riesigen und später nach ihm benannten Umaid-Bhavan-Palastes, der seit 1972 teilweise als Luxushotel genutzt wird.